# Dworki (województwo dolnośląskie)
Dworki (niem. Vierhoff 1743 r., Vierhöfe 1765 r.) – wieś w Polsce, położona w województwie dolnośląskim, w powiecie kłodzkim, w gminie Nowa Ruda.

## Położenie
Dworki leżą w Sudetach Środkowych, na granicy Gór Suchych i Wzgórz Włodzickich, w górnej części rowu Włodzicy, na wysokości 600–650 m n.p.m.

## Podział administracyjny
| SIMC    | Nazwa   | Rodzaj     |
| ------- | ------- | ---------- |
| 0854133 | Sośnina | przysiółek |

W latach 1975–1998 miejscowość administracyjnie należała do województwa wałbrzyskiego.

## Historia
Dworki powstały w pierwszej połowie XVIII wieku, początkowo była to mała kolonia, w roku 1765 mieszkał tu kmieć i było 59 gospodarstw. W 1787 roku głównym zajęciem mieszkańców było tkactwo, w miejscowości istniało 31 warsztatów tkackich. Na początku XIX wieku wieś stała się własnością hrabiego von Magnisa. W roku 1825 było tutaj 66 budynków, a w roku 1840 aż 114, tak duży rozwój Dworki zawdzięczały tkactwu. W tym czasie w miejscowości było ponad 200 warsztatów wytwarzających tkaniny bawełniane i lniane. W drugiej połowie XIX wieku tkactwo chałupnicze upadło i rozwój wsi wyraźnie zwolnił pomimo tego, że Dworki nabrały znaczenia turystycznego. Miejscowość znalazła się na trasie turystycznej prowadzącej na Włodzicką Górę, a w górnej części wsi powstała popularna gospoda. Po 1945 roku wieś częściowo wyludniła się. W 1978 roku było tu 30 gospodarstw rolnych, w 1988 roku ich liczba zmalała do 17.

## Zabytki
W Dworkach są następujące obiekty zabytkowe:
- dom nr 1 z XIX wieku oraz inne budynki,
- kamienny krzyż przydrożny z XIX wieku, stojący w górnej części wsi.